# Челопек (община Бървеница)
Вижте пояснителната страница за други значения на Челопек.
Чѐлопек (на македонска литературна норма: Челопек; на албански: Çellopeku, Челопеку) е село в Северна Македония, в община Бървеница.

## География
Селото е разхоложено в областта Долни Полог, на десния бряг на Вардар в западните склонове на планината Сува гора.

## История
Църквата „Свети Никола“ е от XIV век. В края на XIX век Челопек е смесено българо-албанско село в Тетовска каза на Османската империя. Андрей Стоянов, учителствал в Тетово от 1886 до 1894 година, пише за селото:
| „ | С. Челопеки — има 160 арнаутски кѫщи и 82 български кѫщи, 1 джамия и 1 църква съ училище при нея. Колянието курбанъ тукъ отдавна е оставено, но служение на разни праздници, което става съ голѣми веселби, и ядението, и пиянието на гробищата по задушницитѣ сѫ широко разпространени. | “ |

Според статистиката на Васил Кънчов („Македония. Етнография и статистика“) от 1900 година Челопеки е село, населявано от 520 жители българи християни и 1000 арнаути мохамедани. През учебната 1897-1898 година в Челопек работи българско училище.
Цялото християнско население на селото е под върховенството на Българската екзархия. По данни на секретаря на екзархията Димитър Мишев („La Macédoine et sa Population Chrétienne“) в 1905 година в Челопек има 600 българи екзархисти и в селото функционира българско училище.
Според Афанасий Селишчев в 1929 година Челопек е село в Милетинска община в Долноположкия срез и има 309 къщи с 1589 жители българи и албанци.
Според преброяването от 2002 година селото има 5287 жители.
| Националност | Всичко |
| македонци    | 463    |
| албанци      | 4803   |
| турци        | 2      |
| роми         | 0      |
| власи        | 0      |
| сърби        | 1      |
| бошняци      | 0      |
| други        | 18     |

## Личности
Родени в Челопек
- Любе Бошкоски (р. 1960), политик от Северна Македония

## Галерия
- Църквата „Света Богородица“, 1938
- Архангел Михаил от „Свети Никола“
- Джамия в Долни Челопек